# مفتاح سقاطة

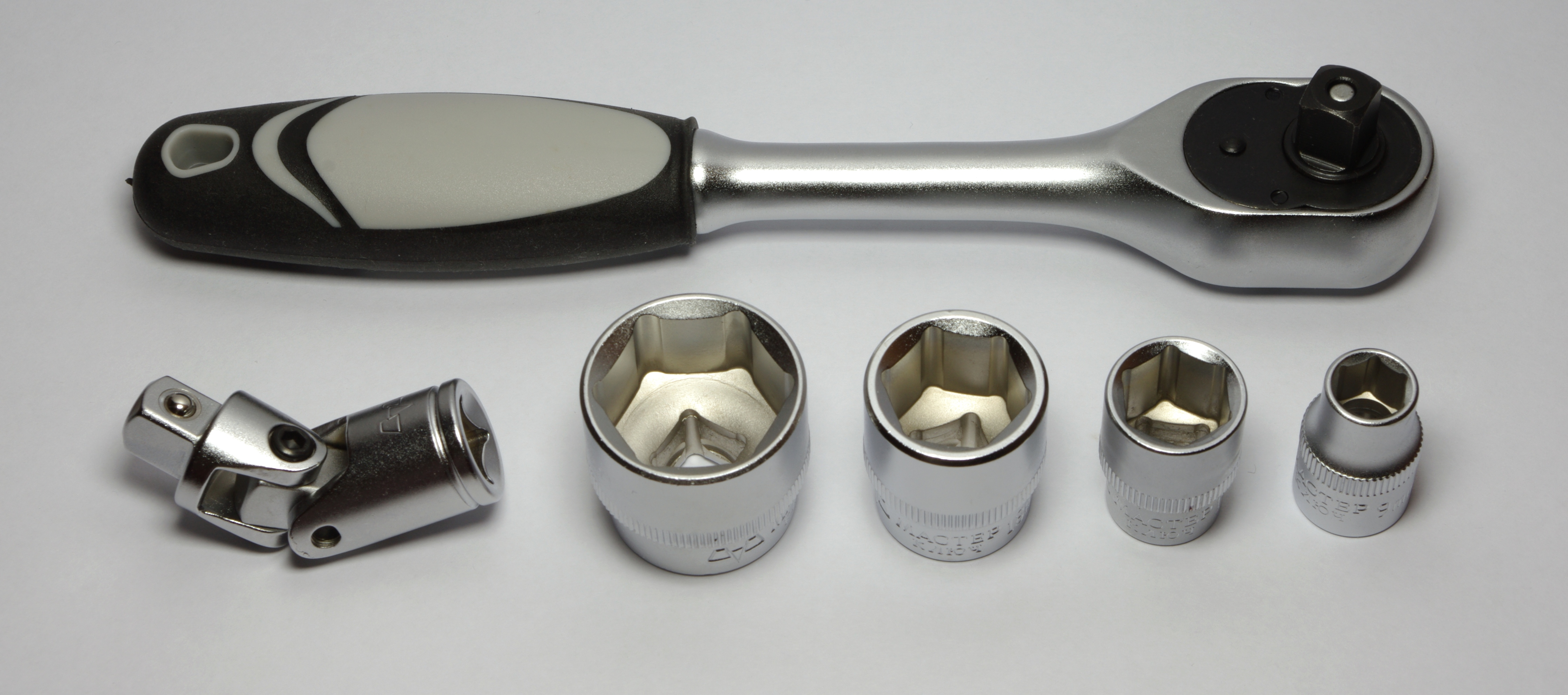
مفتاح الشقاطة مع مجموعة من المفكات

مفتاح السقاطة (بالإنجليزية: Socket wrench)‏ هو مفتاح صواميل ويعتبر أداة يد تعتمد على نظام السقاطة والذي يتيح فتح أو إغلاق الصواميل أو البراغي بدون عملية إخراج المفتاح من البرغي واعادة تثبيته ويكون استعماله كثير في الأماكن الصغيرة أو الضيقة التي لا تسمح بتدوير المفتاح 360 درجة.

## التاريخ
تم اختراع هذه الأداة من قبل ريتشاردسون في الولايات المتحدة 18 يونيو 1863